# Samsung Galaxy Home
El Samsung Galaxy Home es un altavoz inteligente desarrollado por Samsung Electronics. Se anunció oficialmente junto con Galaxy Note 9 y Galaxy Watch el 9 de agosto de 2018, pero a principios de 2023 aún no se ha lanzado comercialmente.

## Historia
The Wall Street Journal informó en julio de 2017 que se estaba desarrollando un altavoz inteligente Bixby, cuyo nombre en código es Vega. Más tarde fue confirmado por Dong-Jin Koh, CEO de Samsung Electronics, en agosto de 2017.
Galaxy Home se reveló en el evento Samsung Unpacked el 9 de agosto de 2018, y se prometió más información durante la Conferencia de desarrolladores de Samsung en noviembre.
En la Samsung Developer Conference 2019, celebrada en San José, California, mostraron el Samsung Galaxy Home Mini, que se lanzó el 12 de febrero de 2020.

## Especificaciones

### Hardware
El Galaxy Home tiene forma de jarrón y presenta un material de tela negra con un diseño de malla, sostenido por un trípode de metal. La superficie superior tiene una interfaz táctil de vidrio con controles de música y volumen, y también tiene un anillo iluminado y el logotipo de AKG. Hay 3 altavoces de rango medio y alto y un subwoofer, así como 8 micrófonos de campo lejano para comandos de voz.

### Software
El altavoz cuenta con el asistente de voz Bixby y se puede activar diciendo "Hola Bixby". Su funcionalidad es similar a la que se encuentra en dispositivos móviles como el Note 9. Galaxy Home puede ajustar su sonido para adaptarse a su entorno y también cuenta con Sound Steer, un comando de voz de Bixby que permite que el dispositivo identifique la ubicación del usuario en la habitación y dirija mejor el sonido.
El altavoz cuenta con la integración deSmartThings Hub, lo que le permite controlar otros electrodomésticos inteligentes compatibles con la plataforma Samsung SmartThings. Spotify es el reproductor de música predeterminado, y se puede controlar mediante la voz. La reproducción de audio también se puede cambiar entre los electrodomésticos Samsung.